# Aeroportul Regional Sharp County
Aeroportul Regional Sharp County (IATA: CKK, ICAO: KCVK, FAA LID: CVK) este un aeroport din Arkansas, Statele Unite ale Americii ce deservește zona Ash Flat⁠(d).
Situat la o altitudine de 218 m, aeroportul dispune de 1 pistă.

## Infrastructură

### Piste
Aeroportul dispune de o singură pistă. Pista 04/22 are suprafața de asfalt și dimensiunile 5.158 picioare × 75 picioare. 